# Elymus tilcarensis
Elymus tilcarensis är en gräsart som först beskrevs av Juan Héctor Hunziker, och fick sitt nu gällande namn av Áskell Löve. Elymus tilcarensis ingår i släktet elmar, och familjen gräs. Inga underarter finns listade i Catalogue of Life.